# رينان جورن
رينان جورني (مواليد 22 فبراير 1996) هو لاعب كرة قدم برازيلي يلعب في مركز المهاجم مع نادي  أباريسيدنسي البرازيلي في الدرجة الرابعة، وسبق له أن لعب مع نادي خيطان الكويتي.

## المسيرة الكروية
وُلد جورني في ريو دي جانيرو، وانضم إلى فريق بوتافوغو للشباب عام 2011. في 4 نوفمبر 2016، وبعد تسجيله 31 هدفًا مع فريق تحت 20 عامًا خلال الموسم، جدد عقده حتى عام 2019 وتم تصعيده إلى الفريق الأول.
ظهر جورني لأول مرة مع الفريق الأول في الدوري البرازيلي في 11 يونيو 2017، حيث دخل بديلًا لروجر رودريغيز في مباراة التعادل 2-2 على أرضه ضد كوريتيبا. في 3 أغسطس، أُعير إلى نادي شمال كارولاينا في دوري أمريكا الشمالية حتى نهاية العام.
انتقل جورني على سبيل الإعارة إلى نادي بايساندو، وفولتا ريدوندا، ثم كونفيانسا، حيث ساعد الأخير في الصعود من دوري الدرجة الثالثة إلى الثانية. في 9 ديسمبر 2019، وقّع أيضًا عقدًا في صفقة انتقال دائم مع نادي دراغاو. في 8 فبراير 2021، انضم إلى نادي ريمو، ثم عاد إلى كونفيانسا في 24 ديسمبر من نفس العام.
في أغسطس 2022، انتقل إلى نادي خيطان الكويتي، حيث معهم في 9 مباريات وسجل 3 أهداف.
عاد جورن إلى البرازيل في يناير 2023، للانضمام إلى صفوف جريميو نوفوريزونتينو، وفي نفس العام انتقل إلى نادي أمريكا دي ناتال في 26 مايو، وبسبب قلة المشاركة في المباريات؛ انتقل إلى نادي بورتوغيزا في 6 سبتمبر.

## الإنجازات

### بايساندو
- كوبا فيردي[الإنجليزية]: 2018

### كونفيانسا
- كأس سيرجيبي: 2020

### ريمو
- كوبا فيردي[الإنجليزية]: 2021

## وصلات خارجية
- رينان جورن على موقع قاعدة بيانات كرة القدم.إي يو (الإنجليزية)